# 錢馥
钱馥（1746年？—1796年？），字广伯，号缘窗，又号幔斋。浙江海昌人。
生卒年不详，精于考订，曾客居邵志纯家中，擔任其子邵书稼的老师。著有《小学盫遗稿》。